# Fascinus
Fascinus is een geslacht van weekdieren uit de klasse van de Gastropoda (slakken).

## Soort
- Fascinus typicus Hedley, 1903